# محوطه باغه نام (۲)
محوطه باغه نام (۲) مربوط به دوره ساسانیان - دوران‌های تاریخی پس از اسلام است و در شهرستان ایلام، بخش مرکزی، روستای چالسرا واقع شده و این اثر در تاریخ ۹ اردیبهشت ۱۳۸۲ با شمارهٔ ثبت ۸۴۴۲ به‌عنوان یکی از آثار ملی ایران به ثبت رسیده است.